# Monomorium latinode
Monomorium latinode är en myrart som beskrevs av Mayr 1872. Monomorium latinode ingår i släktet Monomorium och familjen myror. Inga underarter finns listade i Catalogue of Life.

## Bildgalleri